# Relations entre le Bangladesh et la Thaïlande
Les relations entre le Bangladesh et la Thaïlande sont les relations bilatérales de la république populaire du Bangladesh et du royaume de Thaïlande. Les premières relations diplomatiques ont été établies le 5 octobre 1972. la Thaïlande a ouvert son ambassade au Bangladesh en 1974, et le Bangladesh a ouvert la sienne à Bangkok en 1975,.

## Commerce
Les relations commerciales entre le Bangladesh et la Thaïlande se renforcent d'année en année, notamment en ce qui concerne les relations relatives aux produits de base. La Thaïlande, en tant que pays plus développé, voit de nombreux étudiants bangladais venir étudier les sciences. Le Bangladesh a suggéré que la Thaïlande participe plus activement à sa sphère économique. Selon le ministre des finances du Bangladesh, la Thaïlande est toujours en mesure d'accroître sa contribution à l'économie du Bangladesh.
L'initiative de coopération technique et économique multisectorielle de la baie du Bengale (Bay of Bengal Initiative for Multi-Sectoral Technical and Economic Cooperation - BIMSTEC) a décidé de se concentrer sur treize secteurs, dont le commerce et les investissements, les transports et les communications, l'énergie, l'agriculture, le tourisme, la santé publique, la lutte contre le terrorisme, l'environnement et les catastrophes naturelles et les contacts entre les peuples. Dans les années à venir, la coopération devrait s'élargir aux niveaux régional et bilatéral en établissant des routes terrestres vers la Thaïlande via le Myanmar, en exportant de la main-d'œuvre, en initiant une coopération entre l' Association des nations de l'Asie du Sud-Est (Association of Southeast Asian Nations - ASEAN) et l'Association sud-asiatique pour la coopération régionale (South Asian Association for Regional Cooperation - SAARC), en attirant des investissements étrangers, en poursuivant un rôle actif commun au sein du système des Nations unies, en collaborant à la gestion des hôpitaux, en renforçant les capacités de formation des infirmières et en promouvant le tourisme.
Le 2 mai 2010, on a appris que la Thaïlande allait organiser un salon de quatre jours au Bangladesh. Cet événement a réuni 47 entreprises thaïlandaises dans le cadre de l'amélioration des relations commerciales entre les deux pays. Actuellement, le volume des échanges commerciaux entre la Thaïlande et le Bangladesh est d'environ 650 millions de dollars.